# 커무싼
광시커무싼(중국어: 廣西科目三)은 중화인민공화국 광시 좡족 자치구에서 유래한 춤이다. 2023년 10월, "一笑江湖"이라는 노래를 배경으로 한 커무싼(科目三)이 인터넷 플랫폼에서 인기를 끌기 시작했다. 이후 수많은 모방 창작물이 등장하여 중국 본토 이외의 지역에서도 인기를 끌었다.
커무싼은 원래 중화인민공화국 자동차 운전 면허 시험 과목의 약어이다. 광시에는 "광시인은 세 가지 기술이 있어야 한다."는 말이 있는데, 첫 번째는 민요 부르기, 두 번째는 쌀국수 먹기, 세 번째는 춤을 추는 것이다.